# Lucrecia Covelo
Lucrecia Covelo de Zolessi (La Paz, Canelones; 21 de enero de 1920 - Montevideo; 9 de marzo del 2000) fue una científica uruguaya que desarrolló reconocidas investigaciones en el área de la Entomología. Ejerció la docencia en la Facultad de Humanidades y Ciencias de Montevideo, en donde estuvo a cargo de la Dirección del Departamento de Artrópodos y la Cátedra de Entomología.

## Trayectoria
Licenciada en Ciencias Biológicas, comenzó sus estudios universitarios en la entonces Facultad de Humanidades y Ciencias de Montevideo en 1947, formando parte de la primera generación de estudiantes de dicha licenciatura. En 1959, estuvo a cargo de la dirección científica del corto cinematográfico “Comportamiento Sexual y Reproducción de Bothriurus Bonariensis”, producido por el ICUR y dirigido por Plácido Añón.
En 1963, obtuvo el título de doctora en Ciencias otorgado por la Universidad de la Sorbona. Su tesis final trató sobre la anatomía de la langosta (Acrididae). Según Álvaro Mones, Covelo “volcó todos sus esfuerzos hacia el estudio de la morfología y etología de los artrópodos, especialmente de los himenópteros y de los crustáceos, grupos en los cuales hizo sus principales aportes de investigación”. Por sus amplios conocimientos sobre las hormigas, fue contratada por empresas forestales como asesora para el control plaguicida. Retornó a Francia en 1999, con el objetivo de interiorizarse en tecnologías para la implementación de hormigueros artificiales, tema en el que fue pionera en Sudamérica.
Desde muy temprano en su carrera profesional, Covelo estuvo vinculada al Museo Nacional de Historia Natural (MNHN). Primero, fue alumna de los cursos de Zoología de Invertebrados dictados por uno de los directores del museo, el Dr. Ergasto H. Cordero. Más adelante fue encargada de la conservación de la Colección Entomológica, con la máxima jerarquía de Investigador Asociado.

## Trabajos publicados
Algunos de los trabajos publicados por Covelo son:
- Observaciones sobre el comportamiento sexual de Bothriurus bonariensis (KOCH)  (Scorpiones, Bothriuridae).  Nota preliminar. Boletín Facultad de Agronomía de Montevideo, 35:1-10, figs. 1-5. 1956.
- Observaciones sobre Cornops aquaticum BR. (Acridoidea, Cyrtacanthacr.) en el Uruguay.  Revista de la Sociedad Uruguaya de Entomología, 1(1):3-28,  figs.  1-28. Montevideo, 1956.
- La oviposición de Cephalocoema sp. (Acridoidea, Proscopiidae). Revista de la Sociedad Uruguaya de Entomología, 2(1):55-61, láms. 1-2. Montevideo, 1957.
- Bioecología y ontogénesis de Scotussa cliens (STÄL) LIEB. (Acridoidea, Catantopidae) en el Uruguay. Pp.  1-19,  láms. 1-9,  figs.  1-7. Departamento de Entomología, Facultad de Humanidades y Ciencias, Montevideo, 1958.
- Reproducción y ontogenia de Coryacris angustipennis (BRUNER) 1900 (Acrididae, Romaleinae). Boletín Facultad de Agronomía, 67:1-15, figs. 1-10. Montevideo, 1963.
- Descripción y observaciones bioecológicas sobre una nueva especie de Scotussa (Orthoptera - Acrididae). Revista de la Sociedad Uruguaya de Entomología, 7:4-19, láms. 1-4, fig. 4. Montevideo, 1968, con MESA, A.
- Estudio genético de las variaciones cromáticas y estudio anatómico de Chelymorpha variabilis BOH. (=Ch. crucifera BOH.), 1854, (Coleoptera, Chrysomelidae, Cassidinae). Revista de la Sociedad Uruguaya de Entomología, 7:20-43, láms. 1-7. Montevideo, 1968.
- Morphologie,  endosquelette et musculature d’un acridien aptère (Orthoptera:  Proscopiidae).  Transactions of the Royal Entomological Society of London, 120(3):55-113, figs. 1-99. Londres, 1969.
- Oviposición y desarrollo de ofidios y lacertilios en hormigueros de Acromyrmex. Physis, 29(79):431-459, figs. 1-11. Buenos Aires, 1970, con Vaz Ferreira y Achaval.
- Oviposición y desarrollo de ofidios y lacertilios en hormigueros de Acromyrmex. II.  Trabajos del 5.º Congreso Latinoamericano de Zoología (Montevideo, 18-23.10.1971), 1:232-244, figs. 1-3. Museo Nacional de Historia Natural, Montevideo, 1973, con Vaz Ferreira y Achaval.
- Presencia de glándula fálica en Cephalocoema albrechti ZOLESSI, 1968 (Acridoidea: Proscopidae). Revista de Biología del Uruguay, 1:73-78, láms. 1-2. Montevideo, 1973.
- Nidificación y mesoetología de Acromyrmex en el Uruguay, II. Acromyrmex (Acromyrmex) lobicornis (EMERY, 1887) (Hymenoptera: Formicidae). Revista de Biología del Uruguay, 2(1):37-57, láms. 1-6, figs. 27-28. Montevideo, 1974 con L. A. Gonzalez.
- Nidificación y mesoetología de Acromyrmex en el Uruguay, III. Acromyrmex (A.) hispidus SANTSCHI, 1925 (Hymenoptera: Formicidae). Revista de Biología del Uruguay, 1(2):151-165, láms. 1-5, figs. 29-30. Montevideo, 1974 con Petrone de Abenante.
- Incubación de huevos de reptiles en la naturaleza y en cautividad. 1.º Congreso de Parques Zoológicos del Cono Sur (Durazno, 1976), pp. 1-4, 1976 con Vaz Ferreira y Achaval.
- Estudio comparativo de la genitalia del macho de las especies de Acromyrmex del Uruguay. Revista de Biología del Uruguay, 3(1):73-86, láms. 1-6. Montevideo, 1977 con Petrone de Abenante.
- Descripción y observaciones bioetológicas sobre una nueva especie de Brachymyrmex (Hymenoptera: Formicidae). Revista de Biología del Uruguay, 4(1):21-44, láms. 1-9, figs. 1-2. Montevideo, 1978 con Petrone de Abenante.
- Myriapoda. Pp.  iii  + 1-141,  láms.  1-7. Facultad de Humanidades y Ciencias, Montevideo, 1978 con Demange.
- Guía de trabajos prácticos. Artrópodos. 1:iii+ 1-183, láms. 1-35. Facultad de Humanidades y Ciencias, Montevideo, 1978 con Petrone de Abenante.
- Observaciones sobre el género Acromyrmex en el Uruguay. IV. A. (Acromyrmex) lundi (GUÉRIN, 1838) (Hymenoptera: Formicidae). Revista de la Facultad de Humanidades y Ciencias, (Ciencias Biológicas) 1(2):10-28, láms. 1-4. Montevideo, 1979 con Gonzalez.
- Lista sistemática de las especies de formícidos del Uruguay. Comunicaciones Zoológicas del Museo de Historia Natural de Montevideo, 11(165):1-9, 1977 con Petrone de Abenante, 1989 con Petrone de Abenante.
- Catálogo sistemático de las especies de formícidos del Uruguay (Hymenoptera: Formicidae). Publicación Extra, 41:[8] + 1-40 + i-ix, láms. 1-17 + 2. Museo Nacional de Historia Natural/ ROSTLAC, UNESCO, Montevideo.
- Biología de la reproducción y metamorfosis de los hexápodos. Pp. 1-42, figs. 1-203. Centro de Tecnología Educativa para las Ciencias Naturales, Montevideo, 1989 con Petrone de Abenante.
- Lista sistemática de Decápoda del Uruguay (Arthropoda:Crustacea). Comunicaciones Zoológicas del Museo de Historia Natural de Montevideo, 12(183):1-23, 1995 con Philippi.